# Ladislao II Kán
Ladislao (II) Kán (in ungherese Kán (II) László; ... – 3 gennaio 1278) fu un nobile ungherese discendente della famiglia aristocratica dei Kán.

## Biografia
Figlio del palatino Ladislao I (morto dopo il 1247) e di una madre ignota, era il fratello del prelato Nicola e aveva come sorella la moglie di Alessandro Aba, progenitore della famiglia dei Nekcsei. Uno dei tre figli di Ladislao, avuto dalla consorte sconosciuta, fu Ladislao III, voivoda di Transilvania (1295-1314), il quale divenne uno degli oligarchi più potenti vissuti durante il cosiddetto periodo di interregno scatenato dal decesso di re Andrea III d'Ungheria. A riprova di ciò, fu in grado di governare la Transilvania de facto in modo indipendente fino alla sua morte, avvenuta nel 1315.
Ladislao II fu voivoda di Transilvania (e quindi guida del comitato di Szolnok) dal 1263 al 1264, quando il figlio del re, Stefano governò la Transilvania in modo autonomo rispetto a Béla IV, detenendo il titolo di duca di Transilvania e mostrando delle simpatie per il duca Stefano. Nel 1263, comandò un contingente ungherese alleato di un aristocratico bulgaro che stava lottando per l'indipendenza, Giacobbe Svetoslav, contro l'impero bizantino. Tuttavia, insieme al fratello Giulio, disertò a favore di Béla IV nel 1264 e guidò una campagna attraverso la valle del fiume Maros (Mureș) al fine di invadere la Transilvania. Ciononostante, subì una grave sconfitta da parte dell'esercito di Pietro Csák presso la fortezza di Deva, che fungeva da centro del potere di Stefano.
A causa del suo tradimento, perse la sua piena influenza politica dopo l'incoronazione di Stefano V nel 1270. Questa riduzione di potere politico è dimostrata dal fatto che poté ricoprire una carica solo dopo la morte improvvisa del sovrano, quando fu nominato ispán (comes) del comitato di Pozsony tra il 1272 e il 1273. 1273. Venne nominato giudice reale in due occasioni nel 1273, la seconda carica secolare più prestigiosa dopo quella palatina. Oltre a ciò, rivestì la dignità di ispán del comitato di Baranya, gli ispanati di Szeben e Bánya. Tra il 1275 e il 1276 fu voivoda di Transilvania e ispán del comitato di Szolnok per una seconda volta.